# スマトラ島沖地震 (2010年4月)
スマトラ島沖地震（スマトラとうおきじしん）は、現地時間2010年4月7日05時15分にインドネシアで起きたモーメントマグニチュード (Mw) 7.7（気象庁CMT解）の地震。

## 概要
気象庁の解析によると NE-SW 方向に圧力軸を持つ逆断層型で、ユーラシアプレートとスマトラ島の地下に沈み込むインド・オーストラリアプレートの境界で発生した地震であった。主なすべりは、初期破壊開始点付近と南西側の浅い部分にあり、破壊継続時間は約40 秒と求められた。断層長は約80km、幅は約110km、最大すべり量は約4 ～ 5mと推定されている。また、この地震はスマトラ島沖地震 (2005年)（M8.6）の震源域で発生している。
アチェ州のイルワンディ州知事によれば、被害や犠牲者の報告はない。スマトラ島付近では翌5月にもMw7.2の地震が発生している。